# 威利斯維爾 (伊利諾伊州)
威利斯維爾（英語：Willisville）是一個位於美國伊利諾伊州佩里縣的城市。

## 地理
威利斯維爾的座標為37°59′01″N 89°35′26″W / 37.98361°N 89.59056°W，而該地的平均海拔高度為151米（即495英尺）。

## 人口
根據2010年美國人口普查的數據，威利斯維爾的面積為1.01平方千米，當中陸地面積為1.01平方千米，而水域面積為0.00平方千米。當地共有人口633人，而人口密度為每平方千米626.73人。